# ヴォルフ (仮装巡洋艦・2代)
| ヴォルフ SMS Wolf | ヴォルフ SMS Wolf                                        |
| ----------------- | -------------------------------------------------------- |
|                   |                                                          |
| 艦歴              |                                                          |
| 発注              | ハンザ汽船、貨物船Wachtfelsとして                        |
| 建造              | Flensburger Schiffbau Gesellschaft                       |
| 起工              |                                                          |
| 進水              |                                                          |
| 竣工              | 1913年3月8日                                             |
| 徴用              | 1916年5月16日                                            |
| 除籍              | 1918年                                                   |
| 退役              | 1931年                                                   |
| 性能諸元          |                                                          |
| 総トン数          | 5,809トン                                                |
| 満載排水量        | 11,200トン                                               |
| 全長              | 135 m                                                    |
| 水線長            |                                                          |
| 全幅              | 17.1 m                                                   |
| 吃水              |                                                          |
| 機関              | 蒸気エンジン1基、ボイラー3、1軸推進                      |
| 最大出力          | 2,800馬力                                                |
| 最大速力          | 10.5ノット                                               |
| 航続距離          | 32,000海里/8ノット（石炭満載時）                         |
| 乗員              | 347名                                                    |
| 兵装              | 15センチ速射砲6門 魚雷発射管4基 機雷465個 艦載機FF.301機 |

ヴォルフ(ドイツ語: SMS Wolf)は、ドイツ帝国海軍が第一次世界大戦で通商破壊戦に使用した仮装巡洋艦である。本艦はドイツ帝国海軍で4番目に「ヴォルフ」と名付けられた艦であり、Wolf IVとも表記する。

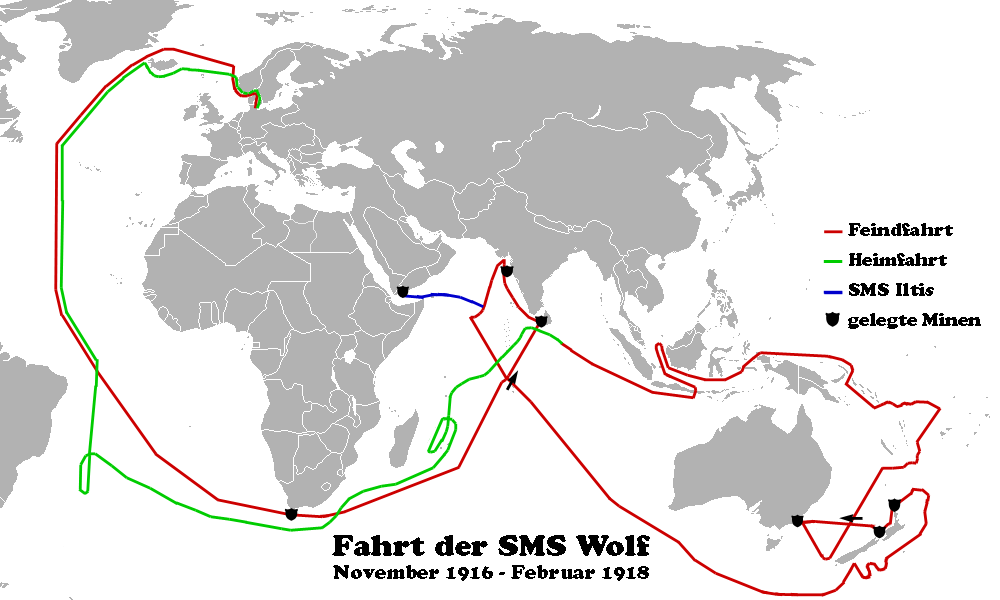
赤：往路、緑：復路、青：イルティス、印：機雷敷設

## 艦歴

### 竣工・徴用

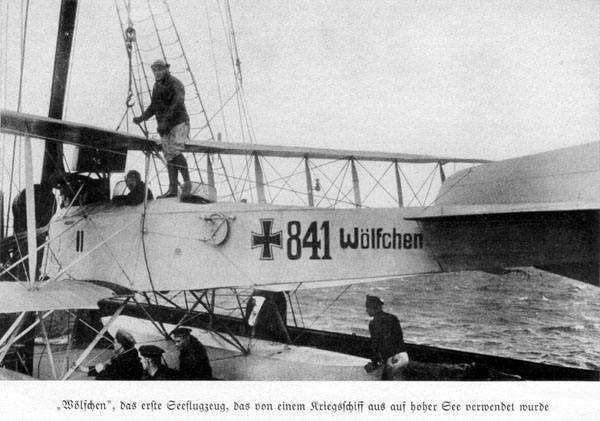
艦載機、FF.30 Wölfchen号

本艦は1913年、ハンザ汽船の貨物船「バハトフェルス」(Wachtfels)として竣工した。要目は、5,809総トン、満載排水量 11,200トン、全長 135 m、船幅 17.1 m、主機 レシプロ、2,800馬力、航海速力 10.5 ノット、貨物倉に石炭満載の場合、速力8 ノットで航続距離32,000 海里であった。
1916年海軍に徴用され、仮装巡洋艦に改造された。兵装は15センチ速射砲6門、同砲弾1,200発、同射程13,700 m 、魚雷発射管4本、搭載魚雷16本、機雷465個など。乗員347名で、2座水上機FF.301機を搭載した。
1916年夏にはユピテル (Jupiter) と言う名前で短期間潜水母艦として試用された。

### 通商破壊作戦

#### 往路
「ヴォルフ」は1916年11月24日に艦長ナーゲル海軍大佐の指揮下で、キールを出港したが、石炭庫での火災のため引き返した。11月30日、ヴォルフはあらためて出港。悪天候に助けられてイギリス海軍の封鎖網を突破に成功し、12月2日にロッコール島沖に達した。1917年1月17日にはアフリカ南端に至り、それから喜望峰、ボンベイ、コロンボ沖に機雷を敷設した。この機雷により1917年2月までに5隻の英国船が、7月までに3隻の英国船と日本貨物船「第七雲海丸」などが触雷沈没した。
同年1月末にインド洋で英国タンカー「Turritella」を拿捕した。同船は大戦勃発直後にイギリスに拿捕されたドイツハンザ汽船 旧「グーテンフェルス」をタンカーに改造した船で「ヴォルフ」の準姉妹船だった。拿捕した後イギリス人船員を収容、ドイツ軍乗員と機雷25個を移し、武装商船「イルティス」と改称して使用した。「イルティス」は単独でアデン港沖に機雷を敷設したが、イギリス軍艦に発見され自沈した。この際脱出した中国人船員から「ヴォルフ」の存在が明るみに出て、「ヴォルフ」はオーストラリア方面に逃走した。
オーストラリアへの途上3月、2隻の英国貨物船を拿捕し爆沈処分、パース付近でも帆船を処分した。オーストラリア南を迂回し、ラウル島近辺で仮泊し、水・果物の補給や船体の補修を行なった。その後ニュージーランド近海で英貨客船を拿捕、多量の食料品と石炭1,200トンを奪って撃沈。6月末にニュージーランド近海に多数の機雷を敷設し、7月に3隻が触雷沈没した。8月にも英貨物船を襲い、石炭を奪った。この頃になると船倉が捕虜ですし詰めとなってきたので、帰国の途についた。9月シンガポール東方に機雷を敷設し、再びインド洋に入った。

#### 復路
1917年9月26日、神戸からリバプールに向け航海中の貨客船「常陸丸」（2代、6,714トン、船長 富永清蔵、乗員117名、乗客42名）に遭遇した。「ヴォルフ」は停船命令および無線禁止命令を出したが「常陸丸」はこれに従わず逃走、無線電信を発した。「ヴォルフ」は砲撃を開始し数発命中、さらに上空に敵航空機が飛んでいるため「常陸丸」は観念して停船した。砲撃により14名が死亡した。「ヴォルフ」は乗客乗員を収容し石炭、真水、食糧、荷物の一部を奪い、しばらく2隻で航海したのち、11月7日南緯16度36分 東経59度07分 / 南緯16.600度 東経59.117度の海上で「常陸丸」を爆沈処分した。
11月10日、電報傍受により、スペイン（中立国）貨物船「イゴッツ・メンディ」(Igotz Mendi)が7,000トンの石炭を運搬している事を知り、これを待ち伏せ拿捕した。必要な石炭を奪取するとともに、捕虜の一部を同船に移し、石炭補給船として同航させた。11月30日には米貨物帆船を拿捕、食糧などを奪取し乗員22名を捕虜にしてこれを撃沈。12月4日ごろに喜望峰を大きく迂回して大西洋に戻った。12月15日、フランス帆船を拿捕し29名を捕虜にしてこれを撃沈。荒波の大西洋上で「イゴッツ・メンディ」を横付けし石炭補給を受けたが、船体が破損し毎時20トンの海水が浸水するようになった。
1918年1月4日、ノルウェー（中立国）帆船を拿捕、口封じのため24名を捕虜とし撃沈。これが最後の拿捕、撃沈となり、これ以降は商船を発見しても迂回して帰国を急いだ。水と野菜の不足が深刻になり壊血病患者が続出していたためである。1月6日、再び荒波の洋上で「イゴッツ・メンディ」を横付けし給炭作業を行なったが、船体の破損はさらにひどくなり、浸水は毎時40トンとなった。2月7日デンマーク海峡に差し掛かったあたりで「常陸丸」の富永船長が自殺した。
「ヴォルフ」は北大西洋から北海、ノルウェー沿岸を経て、2月17日キール湾口に無事到着した。1週間乗員や捕虜の身体検査などを行なった後、2月24日キール港に帰還した。本艦の出港以来15ヶ月間、64,000海里に及ぶ作戦行動は下記の表のように、少なくとも29隻 計13万トンを撃沈、撃破する大戦果をおさめた。

### その後
1週間遅れで本艦の後を追っていた「イゴッツ・メンディ」は2月24日デンマークスカウ岬で座礁し、ドイツ人軍人が拘束されると共に同船に分乗していた捕虜数十名が救出された。捕虜の中にはただ一人の日本人看護婦が含まれており、これまで行方不明と思われていた「常陸丸」の消息が知らされた。
戦争の残りの期間、本艦はバルト海で運用された。戦後はフランスに譲渡され、改装された後「アンティウス」(Antinous)と改称された。1931年イタリアで廃船となった。

## 戦果
15ヶ月間の航海で「ヴォルフ」は、直接攻撃により14隻（38,391総トン）の船を、敷設した機雷により13隻（75,888総トン）の船を沈めた。
| 年月日        | 船名            | 形式   | 国籍       | 総トン数 | 結果                                                                     |
| ------------- | --------------- | ------ | ---------- | -------- | ------------------------------------------------------------------------ |
| '17年1月27日  | Turritella      | 貨物船 | イギリス   | 5.528    | 拿捕後「イルティス」として機雷敷設に使用 英艦に発見されたため3月15日自沈 |
| '17年3月1日   | Jumna           | 貨物船 | イギリス   | 4,152    | 3月4日に沈没                                                             |
| '17年3月11日  | Wordsworth      | 貨物船 | イギリス   | 3,509    | 3月18日に沈没                                                            |
| '17年3月30日  | Dee             | 帆船   | イギリス   | 1,169    | 沈没                                                                     |
| '17年6月2日   | Wairuna         | 貨物船 | イギリス   | 3,947    | 6月17日沈没                                                              |
| '17年6月16日  | Winslow         | 帆船   | アメリカ   | 567      | 6月22日沈没                                                              |
| '17年7月9日   | Beluga          | 帆船   | アメリカ   | 507      | 7月11日沈没                                                              |
| '17年7月14日  | Encore          | 帆船   | アメリカ   | 651      | 沈没                                                                     |
| '17年8月6日   | Matunga         | 貨物船 | イギリス   | 1,618    | 8月26日沈没                                                              |
| '17年9月26日  | 常陸丸          | 貨物船 | 日本       | 6,557    | 沈没                                                                     |
| '17年11月10日 | Igotz Mendi     | 貨物船 | スペイン   | 4,648    | 拿捕後補給船として使用 '18年2月24日デンマーク海岸で座礁                  |
| '17年11月30日 | John H Kirby    | 帆船   | アメリカ   | 1,296    | 沈没                                                                     |
| '17年12月15日 | Marechal Davout | 帆船   | フランス   | 2,192    | 沈没                                                                     |
| '18年1月4日   | Storebror       | 帆船   | ノルウェー | 2,050    | 沈没                                                                     |

| 年月日        | 船名             | 形式   | 国籍     | 総トン数 | 位置             |
| ------------- | ---------------- | ------ | -------- | -------- | ---------------- |
| '17年1月26日  | Matheran         | 貨物船 | イギリス | 7,654    | ケープタウン     |
| '17年2月12日  | Cilicia          | 貨物船 | イギリス | 3,750    | ケープタウン     |
| '17年5月26日  | C. de Fizaguirre | 貨物船 | スペイン | 4,376    | ケープタウン     |
| '17年8月10日  | City of Athens   | 貨物船 | イギリス | 5,604    | ケープタウン     |
| '17年2月17日  | Worcestershire   | 貨物船 | イギリス | 7,175    | コロンボ         |
| '17年2月21日  | Perseus          | 貨物船 | イギリス | 6,728    | コロンボ         |
| '17年6月16日  | 第七雲海丸       | 貨物船 | 日本     | 2,143    | ボンベイ         |
| '17年6月24日  | Mongolia         | 貨物船 | イギリス | 9,505    | ボンベイ         |
| '17年7月29日  | Okhla            | 貨物船 | イギリス | 5,288    | ボンベイ         |
| '17年11月17日 | Croxteth Hall    | 貨物船 | イギリス | 5,872    | ボンベイ         |
| '18年6月26日  | ウィンメラ       | 客船   | イギリス | 3,622    | オーストラリア   |
| '17年7月6日   | Cumberland       | 貨物船 | イギリス | 9,471    | オーストラリア   |
| '17年9月18日  | Port Kembla      | 貨物船 | イギリス | 4,700    | ニュージーランド |

この他大破2隻（24,000トン）